# Reihersee (Lüdershausen)
Der Reihersee liegt südöstlich von Lüdershausen, einem Ortsteil der Gemeinde Brietlingen im niedersächsischen Landkreis Lüneburg. Der See ist 500 Meter breit,  1,1 Kilometer lang und hat eine Fläche von rund 30 Hektar. An seiner tiefsten Stelle geht es im See 4 Meter hinab. An seinem nordwestlichen Ende wird der See von der B 209 überquert.
Umliegende Orte sind Artlenburg (etwa 3,3 km vom See entfernt), Echem (4,4 km bis zum Ufer) und Barum (etwa 4,6 km weit weg). Die nächste größere Stadt ist Adendorf. Ganz in der Nähe liegen darüber hinaus noch die Seen Rohrsee (ca. 2,3 km), Metzensee (ca. 2,9 km) und Barumer See (ca. 3,8 km).
Das Erholungsgebiet „Reihersee“ liegt  am Ufer der seenartig ausgedehnten Neetze und ist bei Touristen beliebt. Der See ist ein natürlicher Badesee. Die Badesaison beginnt ab Mai unter Aufsicht der DLRG. Der Reihersee wird von der Neetze durchflossen und so ständig mit frischem Wasser versorgt. Bei einer Messung im Jahr 2014 durch Stellen der Europäischen Union hat der See die Note „ausgezeichnet“ erhalten.